# 大漉賢司
大漉 賢司（おおすき けんじ、1970年9月22日 -）は愛知県名古屋市出身の日本の柔道家。95kg超級の選手。現役時代は身長185cm。体重120kg。

## 来歴
名古屋で生まれるが、その後に鹿児島県の姶良郡に移った。父親は実業団の東レ柔道部監督を務めていたが、特に柔道を勧めることもなかったという。帖佐中学へ入学すると、柔道かバレーボールのどちらかに取り組もうと思ったが、自分の体形を考えて柔道を選択することになった。
鹿児島工業高校時代には田邉侑の厳しい指導を受けると、父親の後輩だった大石道場の大石康の勧めで明治大学へ進んだ。1年の時には優勝大会で3年先輩である世界チャンピオンの小川直也や1年先輩の吉田秀彦などとともに活躍して2位となった。2年の時には優勝大会と新人体重別95kg超級で3位になった。体重無差別で争われる全日本学生選手権では決勝で近畿大学4年の三谷浩一郎に有効で敗れて2位だった。3年の時には優勝大会において吉田や同級生の秀島大介、1年後輩の松本昌広らとともに活躍して、決勝で東海大学を破ってチームの19年ぶりの優勝に貢献することとなった。全日本学生選手権では3位だった。4年の時には全日本選手権に初出場ながら2回戦で東洋水産の関根英之を有効で破ると、準々決勝では東海大学4年の中村佳央、準決勝でも日本道路公団の三谷をそれぞれ判定で破るなど予想外の活躍で決勝まで進んで先輩であるJRAの小川との対戦になったが、開始2分過ぎに支釣込足からの横四方固で敗れたものの2位となった。正力杯では決勝で天理大学4年の小林広幸を破って優勝を飾った。さらには、優勝大会でも2連覇を果たして個人戦との2冠を達成した。
1993年には秀島とともにJRAの所属となると、環太平洋柔道選手権大会で国際大会初優勝を飾った。実業個人選手権では決勝で新日鉄広畑の岡泉淳に敗れた。1994年の実業個人選手権でも決勝で旭化成延岡の下出善紀に敗れて2位だった。

## 戦績
(階級表記のない大会は全て95kg超級での成績)
- 1989年 -　優勝大会　2位
- 1990年 -　優勝大会　3位
- 1990年 -　新人体重別　3位
- 1990年 -　全日本学生選手権　2位(無差別)
- 1991年 -　優勝大会　優勝
- 1991年 -　全日本学生選手権　3位(無差別)
- 1992年 -　全日本選手権　2位
- 1992年 -　正力杯　優勝
- 1992年 -　優勝大会　優勝
- 1993年 -　環太平洋柔道選手権大会　優勝
- 1993年 -　実業個人選手権　2位
- 1993年 -　スペイン国際　3位
- 1994年 -　実業個人選手権　2位
- 1996年 -　実業個人選手権　3位
- 1998年 -　実業個人選手権　3位(100kg超級)

(出典、JudoInside.com)。